# Blaze (groupe équatorien)
Pour les articles homonymes, voir Blaze.
Blaze est un groupe équatorien de thrash metal, originaire de Guayaquil, actif entre 1984 et 2010.

## Histoire
Inspiré par la new wave of British heavy metal et le mouvement thrash metal des années 1980 (Metallica, Kreator, Sodom, Slayer), Blaze est formé par le guitariste Dennis Mancero, Juan Carlos Alza, « Cachito » Abarca, Fabián Erazo, et le chanteur John Erick.
En 1985, ils sortent leur premier single, Death Machine, qui comprend la chanson du même nom et la chanson No podrás con él, publié par le label discographique indépendant Orión Emporio Musical de Guayaquil. En 1988, le groupe retourne en studio pour enregistrer son premier single, Death Machine. Le groupe retourne en studio pour enregistrer leur prochain EP, Cancerbero, édité par Teen Fediscos avec le line-up suivant : Jimmy Barona (guitare basse), Jhon Erick (chant), Manolo Castro (guitare solo), Dennis Mancero (guitare rythmique) et Carlos Alberto Tapia (batterie), avec les chansons From Here to Eternity et la version originale de Cancerbero qui deviendra un classique du heavy metal équatorien et est réenregistrée et incluse dans la Antología del Rock Ecuatoriano Vol. 1 par le ministère de la Culture et du Patrimoine en 2014.
En 1989, Blaze est reconnu par le programme MTV International, animé par Daisy Fuentes, qui était à l'époque diffusé en Équateur par Gamavisión et avait organisé un concours pour les groupes et musiciens de rock et de pop locaux de l'époque, parmi lesquels Tranzas, Demolición, Barro, Tarkus, Claudio Durán et Riccardo Perotti avaient participé.
Après un hiatus de la scène et de nouveaux changements de line-up, Blaze revient en 1998 avec l'album studio Six Feet Into Reality, sorti chez Psiqueros Records, et dont ils font la promotion du titre Your Fate, diffusé à la télévision nationale, et avec un grand concert sur la Plaza Santo Domingo, avec le groupe Barak. En 1999, ils participent au festival Pululahua, Rock desde el Volcán.
En 2002, ils sortent leur dernier album, Blaze. Bien que le groupe ait évoqué la possibilité de sortir une nouvelle compilation de tous ses succès en 2014, ses membres n'ont pas fait d'autres déclarations. De son côté, Dennis Mancero sort un album en 2016 avec son nouveau groupe, Arrechos.

## Discographie
- 1985 : Death Machine (EP)
- 1989 : Cancerbero (EP)
- 1998 : Six Feet into Reality
- 2002 : Blaze